# 승전무
승전무는 대한민국의 국가무형문화재 제21호이다.

## 역사
고려 충렬왕 때 '무고'(舞鼓)라는 이름으로 시작했으며, 임진왜란때 병사들의 사기를 돋우고 위로하는 데 사용되었다. 일제강점기에 사라졌다가 1966년 발굴하였다.

## 특징
경상남도 통영 지방에서 발전한 승전무는 북춤과 검무로 나뉜다. 북춤은 북이 반주를 배경으로 노래를 부르며 추며, 검무는 칼을 들고 춘다.

## 같이 보기
- 이순신
- 한국의 도검